# DJK Hellweg Lütgendortmund
Die DJK Hellweg Lütgendortmund war ein Fußballverein aus dem Dortmunder Stadtteil Lütgendortmund. Die erste Mannschaft spielte sieben Jahre lang in der seinerzeit drittklassigen Oberliga Westfalen. 1987 wurde der Verein aus finanziellen Gründen aufgelöst.

## Geschichte
Die DJK Hellweg Lütgendortmund wurde 1929 gegründet. Als sechs Jahre später die Nationalsozialisten die Deutsche Jugendkraft verboten, musste sich der Verein zwangsweise auflösen. Erst im Jahr 1955 kam es zur Neugründung. Der Verein nahm zunächst am Spielbetrieb der DJK teil und wechselte erst 1959 zum DFB. In der 2. Kreisklasse konnte er nur sehr selten Spiele gewinnen und musste meist hohe Niederlagen einstecken. Dies änderte sich, als Vereinspräsident Heinz Jenau den ehemaligen Nationalspieler Gerhard Harpers als Trainer engagierte. Unter Harpers gelang 1966 der Aufstieg in die Bezirksliga, dem ein Jahr später der Durchmarsch in die Landesliga folgte.
Bis 1971 hielt sich der Verein in der Landesliga, ehe es zurück in die Bezirksliga ging. Nach dem direkten Wiederaufstieg gelang 1973 der Durchmarsch in die Verbandsliga, die seinerzeit höchste Amateurliga. Damit stieg die DJK Hellweg zur sportlichen Nummer zwei der Stadt hinter Borussia Dortmund auf. In der Verbandsliga belegte die Mannschaft, abgesehen von der Saison 1975/76, stets einstellige Plätze; sie qualifizierte sich 1978 als Fünfter für die neu geschaffene Oberliga Westfalen. Dort erreichte die Mannschaft in der Saison 1978/79 den sechsten Platz mit vier Punkten Rückstand auf Meister SC Herford. Da der Verein keinen Rasenplatz hatte, musste Hellweg in den folgenden Jahren ins Stadion Rote Erde ausweichen, was zu großen Zuschauereinbußen führte. Gleichzeitig wurde der Verein ins Visier des Finanzamts genommen, was in den folgenden Jahren zu immer höheren finanziellen Belastungen führte.
Sportlich rutschte die Mannschaft langsam in den Tabellenkeller ab, sie musste 1983 als abgeschlagener Tabellenletzter mit 97 Gegentoren in die Verbandsliga absteigen. Tiefpunkt der Saison war eine 1:7-Heimniederlage gegen den ASC Schöppingen. Der direkte Wiederaufstieg wurde durch einen 3:2-Entscheidungsspielsieg nach Verlängerung gegen die Amateure der SG Wattenscheid 09 geschafft. Nachdem die DJK 1985 nur knapp die Klasse gehalten hatte, folgte ein Jahr später der erneute Abstieg in die Verbandsliga. Kurios war dabei der 7:6-Sieg gegen die Sportfreunde Siegen. In der folgenden Verbandsligasaison 1986/87 wurde  Hellweg als Tabellenletzter in die Landesliga durchgereicht. Am 15. September 1987 wurde der insolvente Verein aufgelöst.

## Persönlichkeiten
- Hans-Joachim Andree
- Eckehard Eigenwillig
- Gerhard Harpers
- Rudi Neufeld

## Nachfolgeverein FC Hellweg Lütgendortmund
Noch am selben Tag wurde mit dem FC Hellweg Lütgendortmund ein Nachfolgeverein gegründet. Dieser kam bislang nicht über die Kreisebene hinaus. Der Verein spielte von 1996 bis 1998, von 2009 bis 2012 und von 2018 bis 2024 in der Kreisliga A.